# Le donne di Messina
Le donne di Messina è un romanzo di Elio Vittorini scritto nel 1946 e successivamente modificato nelle edizioni del 1949 e del 1964.

## Edizioni
- Elio Vittorini, Le donne di Messina, collana Oscar Mondadori, Arnoldo Mondadori Editore, 2006.